# Língua norueguesa
O norueguês (norsk) é uma língua germânica falada por aproximadamente 5 milhões de pessoas principalmente na Noruega. Proximamente relacionada com o sueco e o dinamarquês, a língua norueguesa pertence ao grupo nórdico das línguas germânicas. O dinamarquês e o norueguês escritos são particularmente próximos, ao passo que a pronúncia norueguesa se assemelha mais ao sueco. Embora a pronúncia de todas as três línguas possa diferir significativamente, os falantes desses três idiomas geralmente compreendem-se entre si com facilidade.

## História
Como as demais línguas escandinavas, o norueguês procede de um tronco comum, o protonórdico, do qual restam alguns fragmentos de inscrições rúnicas do século III. Em função das mudanças dialetais que o protonórdico sofreu durante a Era Viquingue (800-1050), o norreno ou nórdico antigo apareceu como entidade própria em toda a Escandinávia e regiões adjacentes, e foi difundido pelas emigrações dos noruegueses à Islândia e outras regiões do Atlântico Norte. O alfabeto latino, introduzido junto com o cristianismo, substituiu os símbolos rúnicos. No século XI o norueguês já constituía um idioma próprio, e já possuía uma grafia própria. Nos séculos seguintes, a língua falada na Noruega sofreu a influência do dinamarquês, do baixo alemão e do sueco. Entre 1380 e 1814, devido a anexação da Noruega à coroa da Dinamarca, passou a ser decisiva a influência dinamarquesa.
O dinamarquês ocupou a condição de língua oficial da Noruega a partir de 1397, e inclusive se converteu na norma para a língua escrita no século XVI. As classes cultas da Noruega, sobretudo as urbanas, empregavam o dinamarquês, e nas zonas rurais as classes populares utilizavam os dialetos noruegueses. No século XIX apareceu uma forma aprimorada de dinamarquês que foi denominado dano-norueguês, dinamarquês em estrutura e léxico, mas com influência norueguesa na pronúncia e em alguns mecanismos gramaticais. Mais tarde chamada riksmål (literalmente "língua do país"), é a língua oficial da Noruega, na qual se expressaram numerosos autores, como o dramaturgo Henrik Ibsen.
Paralelamente, e como consequência do grande sentimento nacionalista, aflorou entre as classes populares o desejo de reconhecer sua língua como sinal de identidade. Em meados do século XIX e em resposta a tais desejos, o linguista Ivar Aasen inicia a construção de uma nova língua escrita que se configure como norma nacional, o landsmål (língua do campo), baseada nos dialetos noruegueses falados na costa oeste do país e isenta de danicismos. Com este esforço, foi conquistado o apoio popular e esta língua com a evolução posterior se converteu na segunda língua em importância. Houve apoio principalmente da população rural do oeste da Noruega, que sentia que a língua escrita oficial era demasiado diferente dos dialetos que o povo utilizava no dia-a-dia.
Sob essa pressão, o riksmål sofreu uma série de reformas (1907, 1917 e 1938), que beneficiaram os elementos claramente nacionais tanto na língua falada como na escrita. As duas variedades trocaram de nome e a riksmål passou a chamar-se bokmål (língua do livro), enquanto a landsmål passou a chamar-se nynorsk (neonorueguês). As duas possuem a mesma consideração legal e docente. A primeira todavia é a língua predominante no leste do país e a segunda no oeste. Cada município elege qual variedade escrita será empregada e ensinada na escola, sendo o ensino da outra variedade obrigatório no ensino secundário.

## A Língua Norueguesa - 2 ortografias e 4 dialetos

### As duas formas do norueguês escrito: Bokmål e Nynorsk

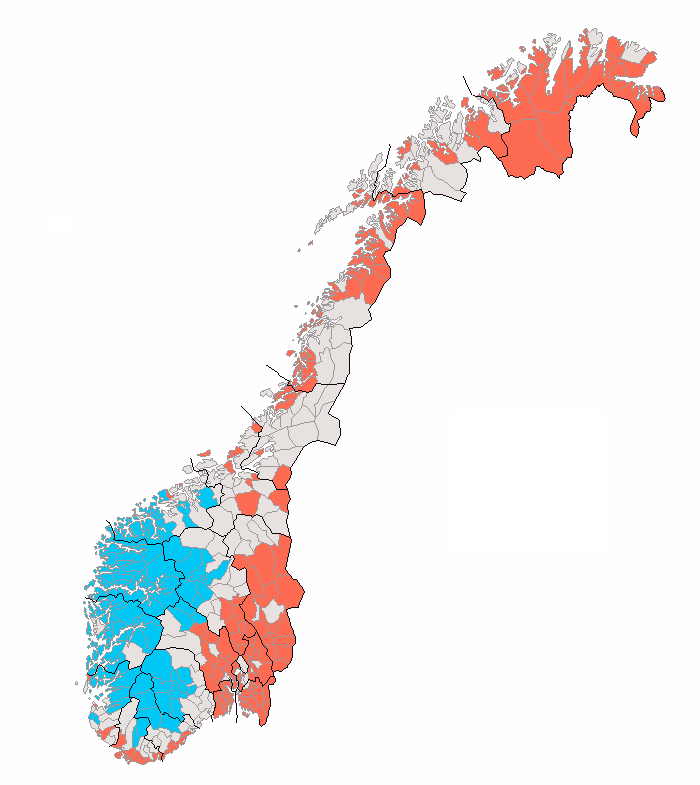
Mapa da Noruega mostrando as comunas onde se usa Bokmål e Nynorsk
Bokmål
Nynorsk
Neutra

Durante séculos, a Noruega pertenceu à Dinamarca, e o dinamarquês foi a língua escrita do país. Após a libertação, no século XIX, os Noruegueses apostaram em criar uma língua escrita norueguesa própria. Surgiram então dois métodos concorrentes: Adaptar a ortografia dinamarquesa à língua falada norueguesa (o Bokmål) ou criar uma nova ortografia a partir da língua falada norueguesa (o Nynorsk).

Depois de intensivos debates nos séc. XIX e XX, ficou estabelecida em 1929 a existência de duas formas oficiais do norueguês escrito (målformer), reguladas pelo "Conselho da Língua" (Språkrådet) e gozando do mesmo estatuto linguístico e jurídico:

| - Bokmål (literalmente - "língua dos livros") - Nynorsk (literalmente - "novo norueguês") |

- Hoje em dia, o bokmål é usado por cerca de 85-90% da população e o nynorsk por cerca de 10-15%.

Enquanto a ortografia ”nynorsk” é sobretudo usada pelos residentes numa faixa na costa e nas montanhas centrais do país, a ortografia ”bokmål” é sobretudo usada pela população urbana e é a forma de escrita usada na administração, negócios e meios de comunicação.

Na escola, os alunos usam uma das duas formas de escrita, aprendendo todavia de forma complementar a outra forma de escrita.
- A legislação norueguesa estabelece qual é a forma usada em cada comuna do país.[8]

As comunas podem optar por uma de três opções: bokmål, nynorsk ou nøytral. Atualmente, 160 usam o bokmål como ortografia oficial, 113 o nynorsk, e 155 são neutrais (nøytral).

| Português                     | Bokmål                     | Nynorsk                     |
| ----------------------------- | -------------------------- | --------------------------- |
| Noruega                       | Norge                      | Noreg                       |
| Eu                            | Jeg                        | Eg                          |
| Ela                           | Hun                        | Ho                          |
| os barcos                     | båtene                     | båtane                      |
| as casas                      | husene                     | husa                        |
| um homem pequeno              | en liten mann              | ein liten mann              |
| uma mulher pequena            | en liten kvinne            | ei lita kvinne              |
| Eu venho da Noruega.          | Jeg kommer fra Norge.      | Eg kjem frå Noreg.          |
| Como se chama ele?            | Hva heter han?             | Kva heiter han?             |
| Isto não é um cavalo.         | Dette er ikke en hest.     | Dette er ikkje ein hest.    |
| O arco-íris tem muitas cores. | Regnbuen har mange farger. | Regnbogen har mange fargar. |

Anteriormente, o bokmål ("língua dos livros") era também designado como riksmål ("língua do reino"), dansk-norsk ("dano-norueguês")  ou norsk-dansk ("noruego-dinamarquês").

Por seu lado, o nynorsk ("neonorueguês")  ou "novo norueguês" era também designado como landsmål ("língua do país").

A gramática do nynorsk foi totalmente baseada nos dialetos falados no país, porém em nenhuma região em toda a Noruega se fala apenas nynorsk. Há também uma outra forma escrita não oficial extensamente usada da língua norueguesa, o riksmål ("língua do reino"), assim como uma minoria também usa o não oficial høgnorsk ("alto norueguês").

### Os quatro dialetos do norueguês falado: Østnorsk, Vestnorsk, Nordnorsk e Trøndersk

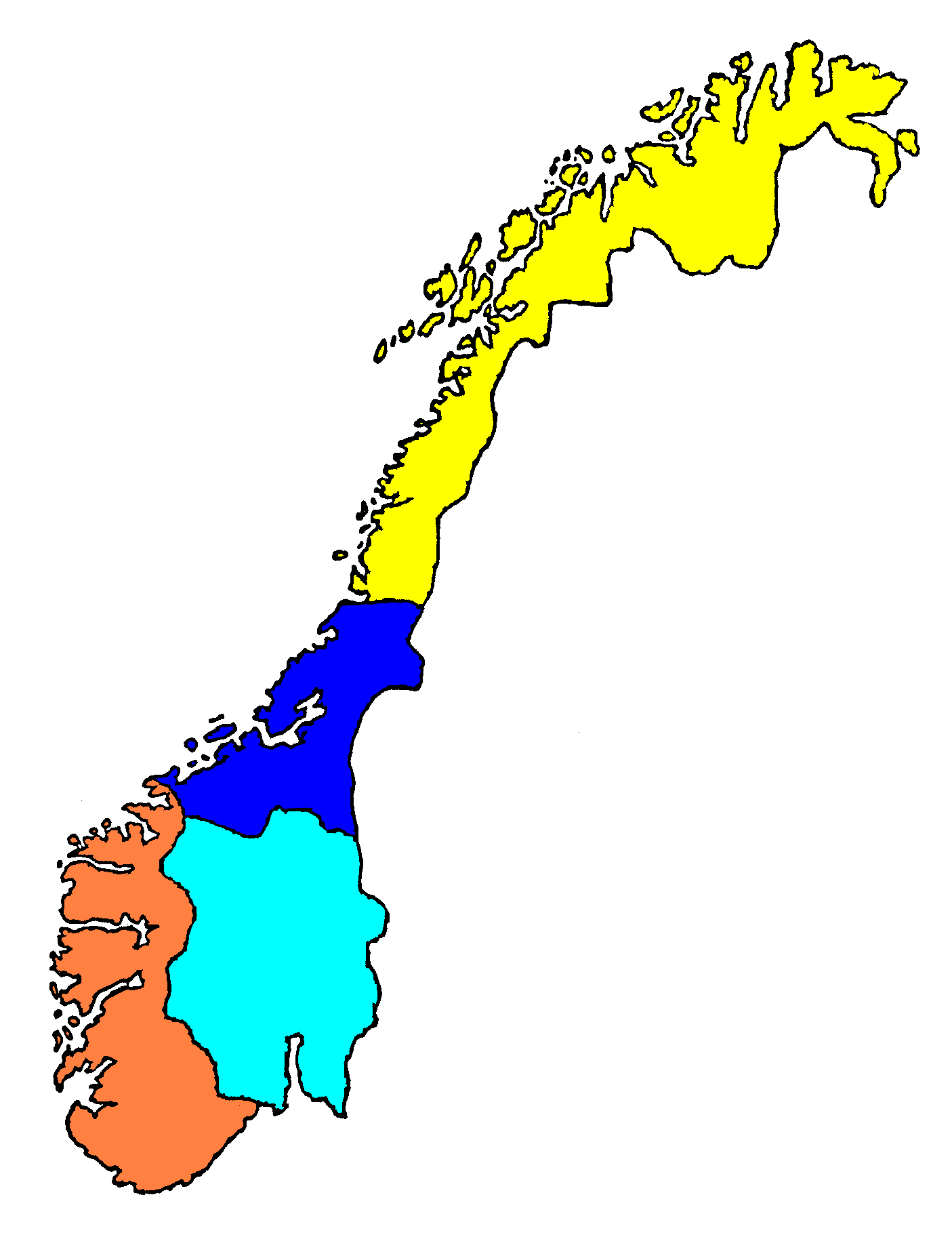
Mapa dos dialetos da Noruega
Norueguês do leste - Østnorsk
Norueguês do centro - Trøndersk
Norueguês do oeste - Vestnorsk
Norueguês do norte - Nordnorsk

O norueguês falado costuma ser dividido em quatro  grupos de dialetos, mais ou menos homogêneos quanto à pronúncia, léxico e sintaxe, estando todavia a maioria deles mais próxima do nynorsk do que do bokmål.
- Østnorsk, falado em Oslo e em volta do fiorde de mesmo nome.[16]
- Vestnorsk, falado na costa oeste tendo como principal centro a cidade de Bergen.[17]
- Trøndersk, sendo o principal centro a cidade de Trondheim.[18]
- Nordnorsk, falado no norte, nos condados de Nordland e Troms og Finnmark.[19]

### Uma língua com 2 ortografias e 4 dialetos
A língua norueguesa (norsk) é a única língua germânica com duas variantes oficiais: a neonorueguesa (nynorsk) e a dano-norueguesa (bokmål), com mais de 4 milhões de falantes, incluindo 20.000 saamis (lapões) que são bilíngues. As duas línguas, a neonorueguesa e a dano-norueguesa são línguas oficiais no país e todos os cidadãos têm o direito de receber quaisquer solicitação ou contestação em qualquer das duas línguas. No momento atual, 83% da população recebe sua educação primária em bokmål e 17% em nynorsk, ainda que estas diferenças aumentem em níveis educacionais mais elevados, nas forças armadas, publicações, etc. Os locais de predominância do nynorsk são distritos rurais no interior do sul da Noruega e sobretudo nos distritos menos centralizados do oeste da Noruega.
Durante o período em que a língua dinamarquesa era a língua escrita da Noruega (1380-1814) a maior parte dos noruegueses falavam seus próprios dialetos locais e pronunciavam o dinamarquês usando seus próprios sons noruegueses. Por não haver normas para o norueguês, elas foram criadas a partir dos dialetos populares ou por meio de trocas graduais no dinamarquês normativo falado pelas classes educadas urbanas. Como resultado, desenvolveram-se duas normas modernas: a neonorueguesa estabelecida sobre a base dos dialetos locais pelo linguista e poeta Ivar Aasen em meados do século XIX e a dano-norueguesa que é a língua falada pela maioria da população.
A ideia original era a unificação das duas línguas (samnorsk), mas a realidade é que isso está longe de se tornar realidade, mesmo a situação atual sendo de coexistência pacífica entre ambas. Nesse sentido, a Noruega é um exemplo de tolerância linguística.

## Escrita
A escrita rúnica esteve em uso na Noruega desde pelo menos o século IV. A escrita rúnica se conservou até o século XVIII em comunidades arcaicas tais como em Oppdal (região vizinha à Suécia), ainda que no geral após o século XIV seu uso tenha sido bastante reduzido. Em 1599 surgiu um manual sueco de runologia, data a partir da qual a escrita rúnica poderia ser produto da tradição nativa ou da aprendizagem através dos livros.
Os escritores que utilizavam o pergaminho ou peles de animais durante o período do norueguês médio já usavam o alfabeto latino, que havia sido introduzido a partir da Inglaterra em algum momento em meados do século XI. O alfabeto norueguês  moderno consta de 26 letras latinas padrão com mais três adicionais: æ, ø, å. O uso de sinais diacríticos é limitado.
| A | B | C | D | E | F | G | H | I | J | K | L | M | N | O | P | Q | R | S | T | U | V | W | X | Y | Z | Æ | Ø | Å |
| a | b | c | d | e | f | g | h | i | j | k | l | m | n | o | p | q | r | s | t | u | v | w | x | y | z | æ | ø | å |

As letras a, e, i, o, u, y, æ, ø, å representam vogais. As letras c, q, w, x, z só são utilizadas em alguns prenomes, sobrenomes de família e palavras de origem estrangeira. Os acentos agudo, grave e circunflexo podem ser utilizados para distinguir entre certos homógrafos, e também em palavras de origem estrangeira para assinalar a sílaba tónica ou preservar a grafia original. No entanto, são obrigatórios só em nomes. Aa e aa podem ocorrer em prenomes e apelidos em vez de Å e å.

## Fonologia

### Vogais
A maioria dos dialectos têm 18 vogais simples e seis ditongos.
|                 | anterior        | anterior    | anterior    | anterior | média | média | posterior | posterior |
| --------------- | --------------- | ----------- | ----------- | -------- | ----- | ----- | --------- | --------- |
| não arredondada | não arredondada | arredondada | arredondada |          | média | média | posterior | posterior |
| longa           | curta           | longa       | curta       | longa    | curta | longa | curta     |           |
| fechada         | iː              | i           | yː          | y        | ʉː    | ʉ     | uː        | u         |
| média           | eː              | e           | øː          | ø        |       |       | ɔː        | ɔ         |
| aberta          | æː              | æ           |             |          |       |       | ɑː        | ɑ         |

Os ditongos, /æi øy æʉ ɑi ɔy ʉi/, são representados na escrita como "ei, øy, au, ai, oi, ui".

### Consoantes
|              | Bilabiais | Bilabiais | Labiodentais | Labiodentais | Laminais alveolares | Laminais alveolares | Apicais   | Apicais   | Palatais | Palatais | Velares | Velares | Glotal |
| ------------ | --------- | --------- | ------------ | ------------ | ------------------- | ------------------- | --------- | --------- | -------- | -------- | ------- | ------- | ------ |
|              | Surdas    | Sonoras   | Surdas       | Sonoras      | Surdas              | Sonoras             | Surdas    | Sonoras   | Surdas   | Sonoras  | Surdas  | Sonoras | Surda  |
| Oclusivas    | p         | b         |              |              | t                   | d                   | ʈ²        | ɖ²        | c¹       | ɟ¹       | k       | g       |        |
| Nasais       | m         | m         |              |              | n                   | n                   | ɳ²        | ɳ²        | ɲ¹       | ɲ¹       | ŋ       | ŋ       |        |
| Fricativas   |           |           | f            |              | s                   |                     | ʂ         |           | ç        |          |         |         |        |
| Líquidas     |           |           |              |              | l                   | l                   | ɾ3, ɽ4, ɭ | ɾ3, ɽ4, ɭ | ʎ¹       | ʎ¹       |         |         |        |
| Aproximantes |           |           |              | ʋ            |                     |                     |           |           |          | j        |         |         | h      |

1. Ao norte de Sognefjorden e Mjøsa
2. Não em grande parte das regiões sul e oeste
3. Na região sul e  partes da região oeste, realizado como "r" gutural[ʁ]
4. Região leste, Trøndelag, Nordmøre, Romsdal e Nordland meridional

## Gramática
Ao contrário das demais línguas escandinavas, incluindo a maioria dos dialetos de bokmål, o nynorsk conserva o uso do gênero feminino juntamente com o neutro e o masculino, que nas demais línguas absorveu os lexemas masculinos. Os artigos indefinidos de cada gênero e os artigos definidos enclíticos são os seguintes:
Masculino: en hund - hunden (um cão - o cão);

Feminino: ei jente - jenta (uma menina - a menina);

Neutro: et hus - huset (uma casa - a casa);